# I Should Have Been a Tsin-Tsi (for You)
I Should Have Been a Tsin-Tsi (for You) – първият сингъл на датската група Mew, записан през 1996 година. Сингълът влиза в албума „A Triumph for Man“. На песен е заснет клип.